# Paul Topinard
Paul Topinard (ur. 4 listopada 1830 w Isle-Adam, zm. 20 grudnia 1911 w Paryżu) – francuski lekarz i antropolog.
W 1876 został profesorem École d’Anthropologie w Paryżu. Był prekursorem ewolucjonizmu w antropologii. Prowadził badania nad zróżnicowaniem ras ludzkich. Jest autorem prac L’anthropologie (1876), Éléments d’anthropologie générale (1885).